# シジミバナ
シジミバナ（蜆花、学名 Spiraea prunifolia ）は、バラ科シモツケ属の落葉低木。
中国原産で、庭園などに植えられている。
春に同属のユキヤナギより遅れて花が咲く。
エクボバナやハゼバナ、コゴメバナとも呼ばれるが、ユキヤナギをコゴメバナと呼ぶことがある。
花は10 mmほどの小さな白い花で枝にそって咲く、八重咲きで、バラの特長をよく表している。
花柄は15 - 25 mmほどで長く、一か所から数個の花柄が伸びる。
葉は互生し楕円形。長さ20 - 25 mm、幅15 mmほど。
花が八重咲きのコデマリに似ているため誤解されることもある。
樹高は1 - 2 mで株立ちし、枝垂れる。

## ギャラリー

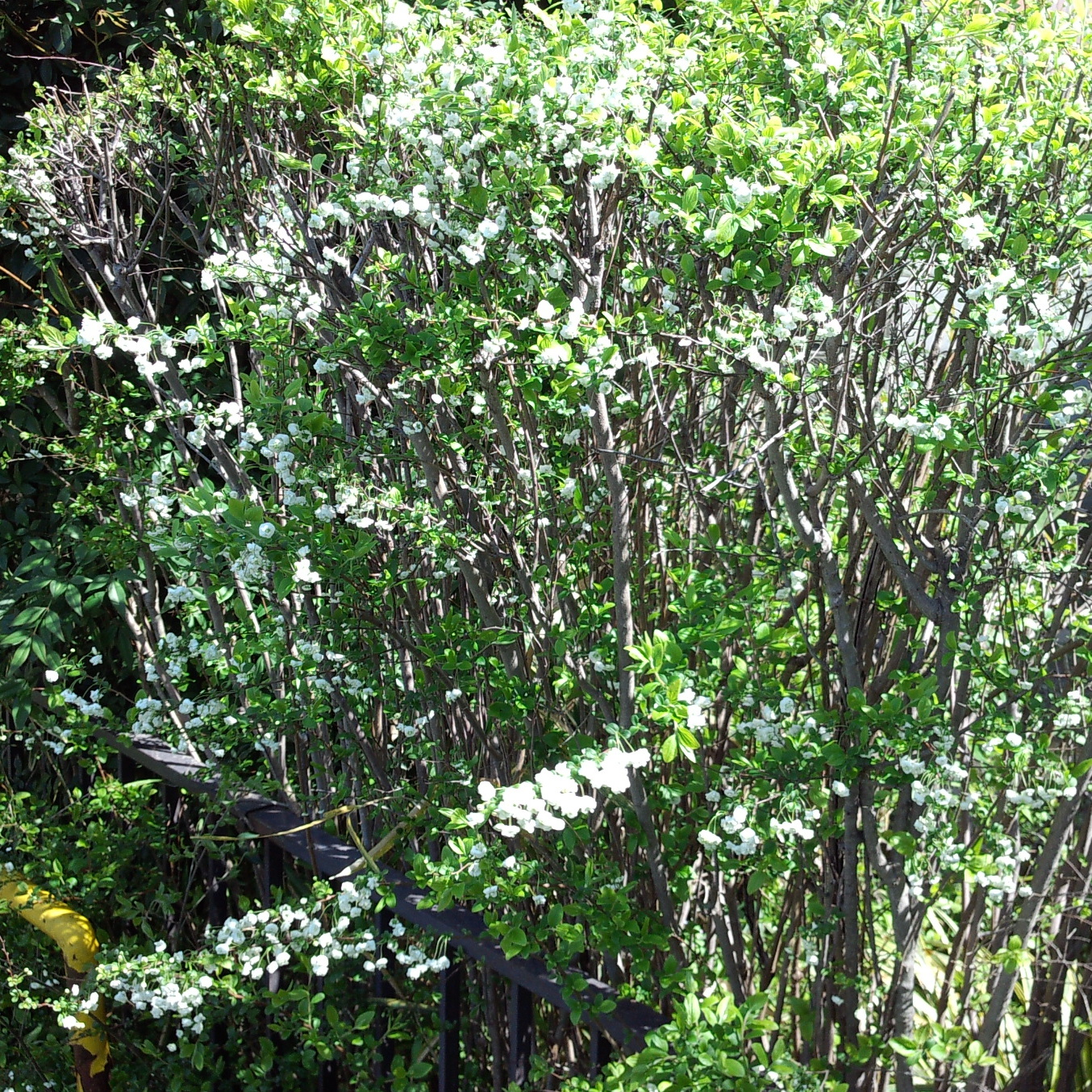
樹形
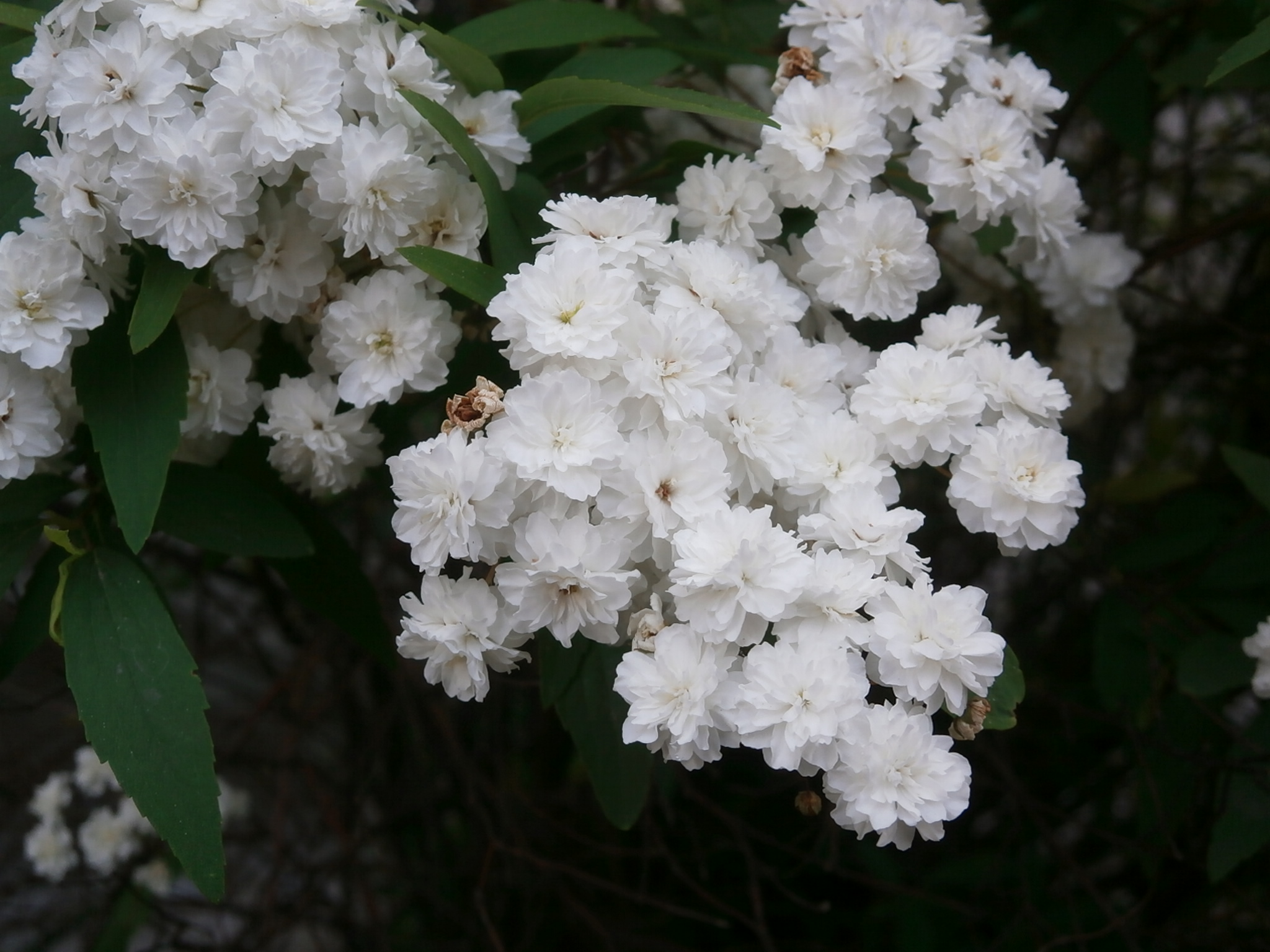
ヤエコデマリ